# Nouvel An orthodoxe

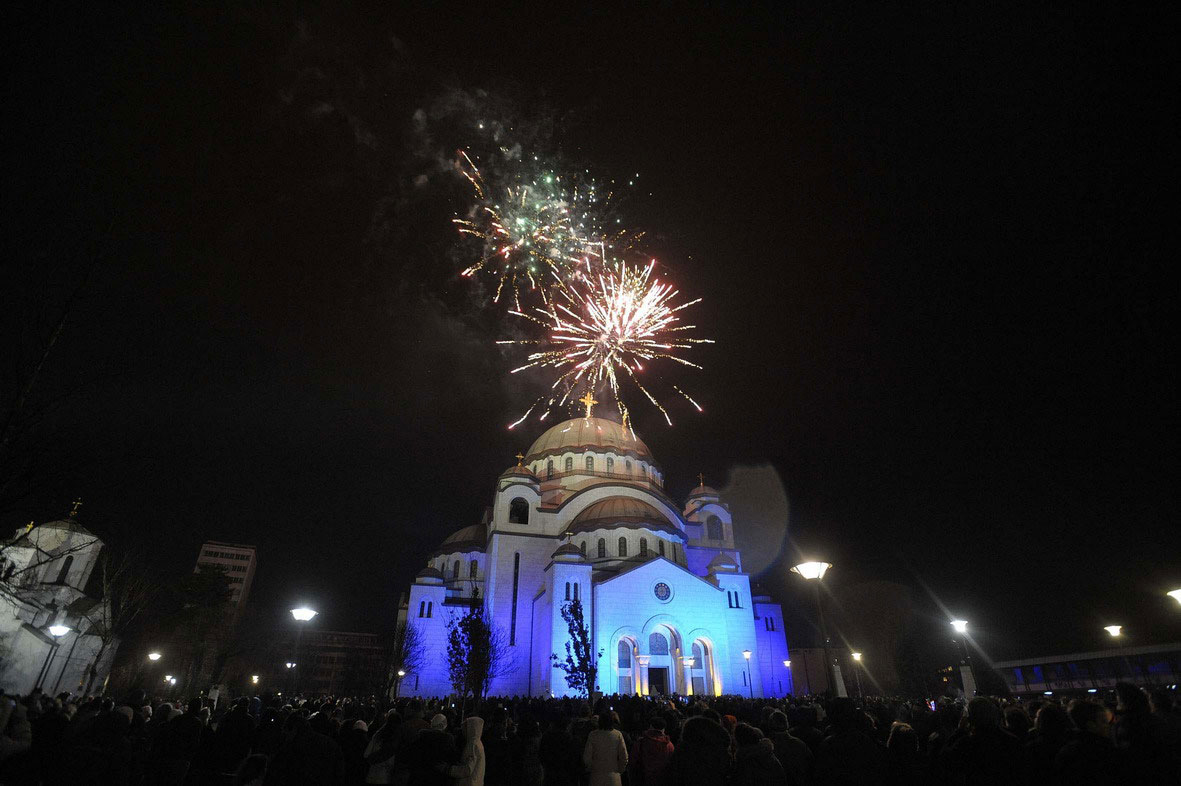
Célébration du Nouvel An orthodoxe à Belgrade, en Serbie.

L'Ancien Nouvel An, parfois Nouvel An julien, Nouvel An orthodoxe, ou en Serbie Nouvel An serbe, est une fête traditionnelle de l'Église orthodoxe, qui célèbre le début de la nouvelle année suivant le calendrier julien. Aux XXe et XXIe siècles, le changement d'année julienne tombe entre le 13 et le 14 janvier.

## En Russie
Bien que l'Union soviétique ait officiellement adopté le calendrier grégorien en 1918, l'Église orthodoxe russe suit toujours le calendrier julien. Le Nouvel An est devenu une fête célébrée suivant les deux calendriers.
Comme dans la plupart des pays qui utilisent le calendrier grégorien, le Jour de l'an en Russie est un jour férié observé le 1er janvier. Ce jour est l'occasion de joyeux divertissements, de feux d'artifice, de gros repas. Il a la particularité de combiner des traditions laïques liées au nouvel an avec des coutumes propres à la saison de Noël orthodoxe, comme les kolyadki (chants de Noël) et l'exercice de la divination.
Le Nouvel An suivant le calendrier julien est encore observé de manière non officielle, et la tradition de célébrer l'arrivée de la nouvelle année à deux reprises est largement appréciée. Une partie de l’ex-URSS et les Russes ont aussi l'occasion de célébrer deux Noëls (le 25 décembre, et le 25 décembre du calendrier julien, qui correspond au 7 janvier et au solstice d'hiver du calendrier égyptien qui a précédé le calendrier julien).
Généralement moins festif que le nouveau Nouvel An, pour beaucoup il constitue une fête familiale nostalgique qui marque, avec de grands repas, des chants et des toasts, la fin des fêtes de fin d'année.

## Autres pays
La tradition du Nouvel An orthodoxe a été maintenue en Ukraine (réveillon de Malanka), en Géorgie, au Bélarus, dans les anciennes républiques yougoslaves , de Macédoine du Nord, du Monténégro et de Serbie, l'Église orthodoxe serbe et l'Église orthodoxe macédonienne continuant de célébrer leurs fêtes et les jours fériés conformément au calendrier julien. Dans la première moitié du XXe siècle, des segments de la communauté gaélique écossaise ont continué à célébrer ce jour.
L’Ancien Nouvel An japonais (jap.旧正月) est une fête de Risshun (jap.立春), le début du printemps (ainsi que le début du calendrier agricole chinois). Hatsumode (visite du sanctuaire) a généralement lieu le premier jour du nouvel an mais il est également permis de visiter des lieux saints le jour de l’Ancien Nouvel An. Au cours de cette visite les croyants prient les dieux pour la santé et la prosperité dans l’année à venir. En Suisse l’Ancien Nouvel An suivant le calendrier julien (ancien jour de la Saint-Sylvestre, en allemand Alter Sylvester) est également célébré dans certains cantons alémaniques de Suisse. Contrairement à la Russie ce sont des traces du rejet populaire, pas ecclésiastique, du passage au calendrier grégorien (ce passage en Suisse protestante a eu lieu aux XVII-XVIII siècles).

## Art et littérature
La tradition du Nouvel An orthodoxe a été mentionnée dans l'art russe, le dramaturge Mikhaïl Rochtchine a écrit une comédie dramatique intitulée L'Ancien Nouvel An en 1973, qui est restée sur la scène de nombreuses années. Il l'a transcrite en scénario pour téléfilm, qui a été joué par des acteurs célèbres et mis en musique par Sergueï Nikitine, avec des paroles du poète Boris Pasternak (1980, studios Mosfilm).